# Bob Davidson (arbitre de football)
Pour les articles homonymes, voir Bob Davidson.
Robert Holley Davidson dit Bob Davidson ou Bobby Davidson, né le 19 juillet 1928 à Airdrie et mort le 17 décembre 1993, était un arbitre écossais de football. Son fils, Alan Davidson, fut footballeur (gardien de but) dans les années 1980 et 1990.

## Carrière
Il a officié dans des compétitions majeures :
- Coupe d'Écosse de football 1955-1956 (finale)
- Coupe d'Écosse de football 1959-1960 (finale)
- Coupe des villes de foires 1960-1961 (finale aller)
- Coupe du monde de football de 1962 (2 matchs)
- Coupe d'Écosse de football 1969-1970 (finale)
- Coupe du monde de football de 1970 (1 match)
- Coupe du monde de football de 1974 (1 match)
- Coupe d'Europe des vainqueurs de coupe de football 1974-1975 (finale)
- Coupe d'Écosse de football 1975-1976 (finale)